# Daniel Abt
Pour les articles homonymes, voir Abt.
Daniel Abt, né à Kempten im Allgäu (Bavière) le 3 décembre 1992, est un coureur automobile allemand. Il a participé à des compétitions telles que le championnat allemand de Formule 3 et est inscrit au championnat de Formule E FIA .

## Biographie

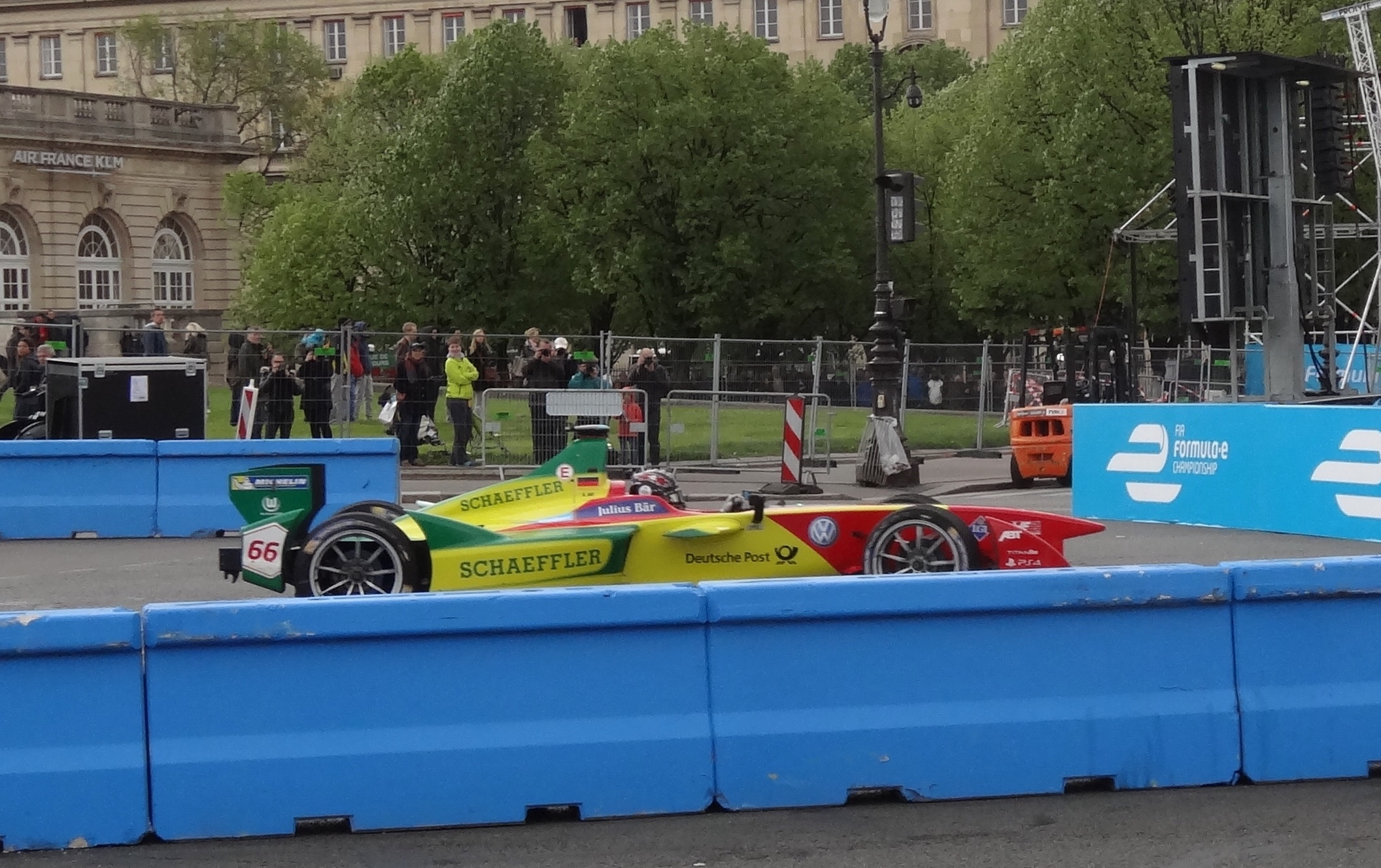
Abt en Formula E à Paris en 2016.

Daniel Abt est le fils de Hans-Jürgen Abt, directeur général d'ABT Sportsline (anciennement Abt Tuning, fondée en 1967 par Johann Abt), société spécialisée dans la personnalisation et les versions performantes des voitures du groupe Volkswagen. L'oncle de Daniel, Christian, co-dirige l'entreprise avec son frère Hans-Jürgen, puis mène de 1991 à 2009 une carrière de pilote à succès dans divers championnats en Allemagne. À l'origine, Abt est un atelier de forgeron créé en 1896 par l'ancêtre de Daniel, Johann.
Daniel Abt est champion de l'ADAC Formel Masters en 2009, finit vice-champion ATS Formel 3 Cup en 2010 et est vice-champion du championnat GP3 Series en 2012.
Daniel Abt participe à la saison inaugurale du championnat de Formule E FIA (saison 2014-2015) dans l'écurie Audi Sport ABT, où il a pour coéquipier Lucas di Grassi.
Il termine troisième de la première course, le ePrix de Pékin 2014, mais reçoit une pénalité pour consommation excessive d'énergie, et est rétrogradé à la dixième place. Après deux courses, il se classe quatorzième au classement général. À Miami il réalise sa meilleure performance de la saison et monte sur la 3e marche du podium. Il termine la saison à la 11e position, à 101 points de son coéquipier Lucas di Grassi.
En 2016, toujours avec le même équipier, il monte à nouveau sur le podium en terminant 3e à Long Beach.
Fin mai 2020, alors pilote officiel Audi en Formule E, son contrat avec la firme aux Anneaux est interrompu à la suite d'une tricherie de sa part lors d'une course virtuelle.